# Serrada
Serrada è un comune spagnolo di 1 165 abitanti situato nella comunità autonoma di Castiglia e León.